# Tachymenoides
Tachymenoides este un gen de șerpi din familia Colubridae care conține două specii. Tachymenoides affinis a fost reclasificată în acest gen de la genul Tachymenis. În 2023, a fost descoperită o nouă specie, Tachymenoides harrisonfordi, fiind numită după actorul Harrison Ford. Ambele specii sunt întâlnite în Peru.